# Bundesautobahn 831
La Bundesautobahn 831 (letteralmente: «autostrada federale 831»), abbreviata anche in A 831, è una breve autostrada tedesca della lunghezza di 2 km che collega le autostrade A 8 e A 81 al centro della città di Stoccarda.

## Percorso
| A 831 |           |                     |      |                |
| Tipo  | n° uscita | Indicazione         | km   | Corrispondenze |
|       |           | Inizio Autostrada   | 8,7  |                |
|       | 1         | Stuttgart Vaihingen | 9,2  |                |
|       | 2         | Kreuz Stuttgart     | 11,0 |                |